# Bunaeopsis oenopa
Bunaeopsis oenopa är en fjärilsart som beskrevs av Karl Grünberg 1910. Bunaeopsis oenopa ingår i släktet Bunaeopsis och familjen påfågelsspinnare. Inga underarter finns listade i Catalogue of Life.